# Бобылёв, Алексей Фёдорович
Алексей Фёдорович Бобылев (? — 1858) — генерал-лейтенант, герой русско-турецкой войны 1828—1829 годов.

## Биография
Происходил из дворян Московской губернии. Образование получил во 2-м кадетском корпусе, из которого выпущен 15 января 1815 года прапорщиком в полевую конную артиллерию.
В 1828—1829 годах принимал участие в кампании против турок на Дунае, за отличие в 1828 году был произведён в штабс-капитаны и награждён орденом св. Владимира 4-й степени с бантом. 9 июня 1829 года Бобылев был удостоен ордена св. Георгия 4-й степени (№ 4272 по кавалерскому списку Григоровича — Степанова). 1 января 1830 года он получил золотую саблю с надписью «За храбрость».
В 1831 году Бобылев находился в северо-западных губерниях Российской империи и неоднократно принимал участие в сражениях с восставшими поляками. За эту кампанию он был произведён в подполковники и награждён польским знаком отличия за военное достоинство (Virtuti Militari) 3-й степени.
Продолжая службу в конной артиллерии Бобылев в 1836 году получил чин полковника и 7 апреля 1846 года был произведён в генерал-майоры. Несколько позже он был назначен командиром 1-й бригады резервной уланской дивизии. С середины 1856 года он командовал 3-й бригадой 2-й лёгкой кавалерийской дивизии.
В конце 1857 года Бобылев вышел в отставку с производством в генерал-лейтенанты и скончался 18 июня 1858 года.
Среди прочих наград Бобылев имел ордена:
- Орден Святого Владимира 3-й степени (1841 год).
- Орден Святого Станислава 1-й степени (1847 год).
- Орден Святой Анны 1-й степени (1851 год, императорская корона к этому ордену пожалована в 1852 году).
- Орден Святого Владимира 2-й степени с мечами (1853 год).

Его братья, Евграф (майор в отставке), Константин (генерал-майор) и Нил (подполковник), также все были кавалерами ордена св. Георгия 4-й степени. Герой русско-турецкой войны 1877—1878 годов полковник (впоследствии генерал от кавалерии в отставке) Фёдор Нилович Бобылев приходился Алексею Фёдоровичу племянником.